# Tony Jones
Tony Jones (* 15. April 1960) ist ein ehemaliger englischer Snookerspieler.

## Karriere
Tony Jones gewann 1983 die englische Amateurmeisterschaft und wurde anschließend Profi. In der Saison 1989/90 gelang ihm bei den Asian Open erstmals der Sprung ins Viertelfinale eines Ranglistenturniers. Bei drei weiteren Turnieren derselben Saison erreichte er das Achtelfinale. In der Weltrangliste rückte er damit auf Platz 35 vor.
In der folgenden Saison gewann er ziemlich überraschend die European Open. Im Laufe des Turniers besiegte er Alain Robidoux, Darren Morgan, Steve James, Dennis Taylor, Brady Gollan und im Finale schließlich Mark Johnston-Allen mit 9:7. Zum Ende der Saison stieg er in der Weltrangliste auf Platz 15.
In der Folgezeit stagnierten seine Leistungen jedoch. Bei den International Open 1993 schaffte er es noch einmal bis ins Viertelfinale, aber in der Weltrangliste fiel er bereits Saison 1994/95 wieder aus den Top 32 heraus. Zwischen Mitte bis Ende der 1990er Jahre hielt er sich im Bereich um Platz 60 der Welt auf. Sein letztes herausragendes Ergebnis bei einem Turnier war das Erreichen des Viertelfinals beim Grand Prix 1996.
Nach Ende der Saison 2003/04 schaffte er es nicht, sich für die kommende Saison der Snooker Main Tour zu qualifizieren.

## Erfolge

### Ranglistenturniersiege
- European Open – 1991

### Sonstige
- English Amateur Championship – 1983